# Фіброаденома

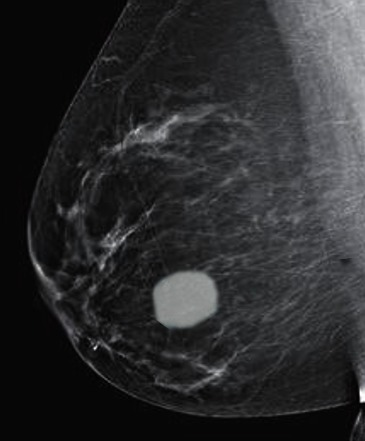
Фіброаденома на мамограмі

Фіброаденома (англ. Fibroadenoma) — переважно безболісна, однобічна, доброякісна пухлина молочної залози, яка являє собою тверду, незаповнену рідиною грудку. Це тверді, гумоподібні маси з чіткими краями, що складаються з епітеліальніого та стромального компонентів. Найчастіше фіброаденоми зустрічаються у жінок віком від 14 до 35 років, тоді як після менопаузи вони зустрічаються рідше.
Типи фіброаденом:
- Проста фіброаденома — найпоширеніший тип фіброаденоми (70% — 90%).

- Гігантська ювенільна фіброаденома — рідкісний варіант фіброаденоми. Визначається як будь-яка інкапсульована фіброаденома діаметром більше 5 см і масою понад 500 г. Ця пухлина пов'язана з виразками шкіри та венозним застоєм, вона швидко розростається. Захворюваність на цей тип фіброаденоми становить приблизно 0,5% — 2% від усіх виявлених фіброаденом. Особливо сприйнятливими до гігантських фіброаденом є жінки віком 10 —18 років та темношкірі жінки. Гігантська фіброаденома — найчастіша причина виникнення односторонньої макромастії у жінок-підлітків.
- Мультицентричні фіброаденоми — це множинні фіброаденоми, що зустрічаються в різних квадрантах молочної залози. Частка мультицентричних фіброаденом становить приблизно 10% — 25% від усіх фіброаденом.

- Складна фіброаденома — це підвид фіброаденоми, що має одну або кілька з наступних ознак: наявність кальцифікатів, папілярна апокринна метаплазія, склерозуючий аденоз та кісти більші від 3 мм. Складні фіброаденоми, як правило, зустрічаються у пацієнтів старшого віку (середній вік 47 років) порівняно з простими фіброаденомами (середній вік 28,5 років). [1][2][3]

Розташування фіброаденом може бути:
- периканалікулярним (навколо протоків молочних залоз);
- інтраканалікулярним (всередині протоків);
- змішаним

З інтраканалікулярних фіброаденом можуть розвиватися листоподібні (філоїдні) фіброаденоми  — єдиний різновид фіброаденом, здатний до злоякісного переродження. Ці пухлини складаються з кількох шарів і характеризуються швидким ростом.
При виявленні грудок у грудях, рекомендується провести ультразвукове дослідження та, можливо, відбір тканин з подальшим гістопатологічним аналізом. На відміну від типових грудок, які виявляються при раку молочної залози, фіброаденоми достатньо рухомі і мають чітко окреслені краї. Іноді їх навіть називають грудними мишами через високу рухливість у грудях.

## Ознаки та симптоми
Фіброаденоми — це доброякісні пухлини молочної залози, що найчастіше присутні у жінок 20-ти та 30-ти років. Вони бувають як безсимптомними, так і хворобливими та швидко зростаючими пухлинами, які можуть призводити до деформації грудей. Але, як правило, фіброаденома представляє собою безболісну, гладку, рухливу, гумоподібну грудку з чіткими межами, що розміщена найчастіше у верхньому зовнішньому квадранті грудей. Їх розмір зазвичай коливається від одного до трьох сантиметрів. Однак, вони можуть бути настільки малими, що їх можна побачити лише при мікроскопічному дослідженні, а можуть сягати більше 10 см в діаметрі. Крім того, їх розміри можуть спонтанно зменшуватися або збільшуватися, а також можуть змінюватись, залежно від менструального циклу. Після менопаузи фіброаденоми зазвичай скорочуються. В цілому більшість фіброаденом зменшуються в розмірі, оскільки внаслідок кальцифікації та гіалінізації вони не отримують достатньо кисню. У підлітків 10% — 40% фіброаденом мимовільно регресують.   
Наявність складної фіброаденоми підвищує ризик розвитку раку молочної залози, але ризик малігнізації у фіброаденомах становить менше 0,3%, і це надзвичайно рідкісне явище у жінок віком до 40 років. Будь-яке втручання, навіть таке як біопсія, може спричинити ятрогенне пошкодження грудної залози, що розвивається, і призвести до естетичної деформації молочної залози.          
У грудях чоловіків фіброепітеліальні пухлини зустрічаються дуже рідко, і переважно це філоїдні пухлини. Ці випадки здебільшого пов'язані з лікуванням антиандрогенами. 

## Причина

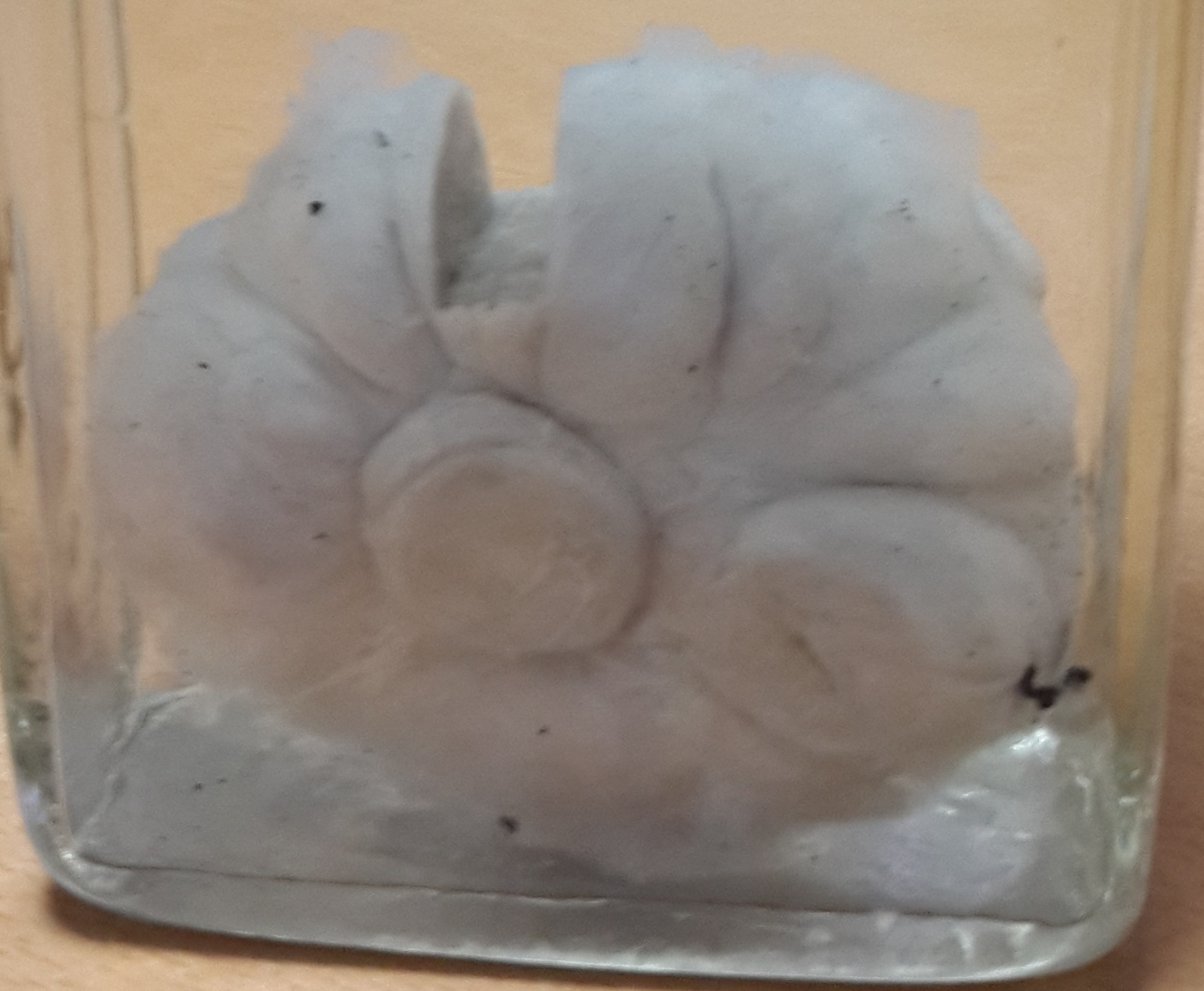
Фіброаденома грудей зблизька

Причина виникнення фіброаденом невідома (ідіопатична). Припускається існування зв'язку між фіброаденомами та репродуктивними гормонами; це може пояснити, чому фіброаденоми виявляються протягом репродуктивних років, збільшуються в розмірах під час вагітності та регресують після менопаузи. Фіброаденома виникає із  сполучної та залозистої тканини, яка має рецептори як до естрогену, так і до прогестерону. Гормональна чутливість викликає надмірне розмноження сполучних тканин молочної залози. Ген (MED12) також має важливе значення в патофізіології фіброаденоми. До 66% фіброаденом містять мутації в екзоні 2 гена медіаторного комплексу 12 (MED12). Ці мутації обмежуються стромальним компонентом. 
У дослідженні 1717 пацієнтів захворюваність на фіброаденому досягла максимуму в групі з індексом маси тіла 25–29,9 кг/м². Фіброаденоми також можуть бути пов’язані з такими синдромами, як синдром Беквіта-Відемана, синдром Маффючі та синдром Коудена. 
Споживання більшої кількості фруктів та овочів, збільшення кількості народжень, а також, зменшення вживання оральних контрацептивів і помірне фізичне навантаження пов'язані зі зменшенням частоти виявлення фіброаденом. 

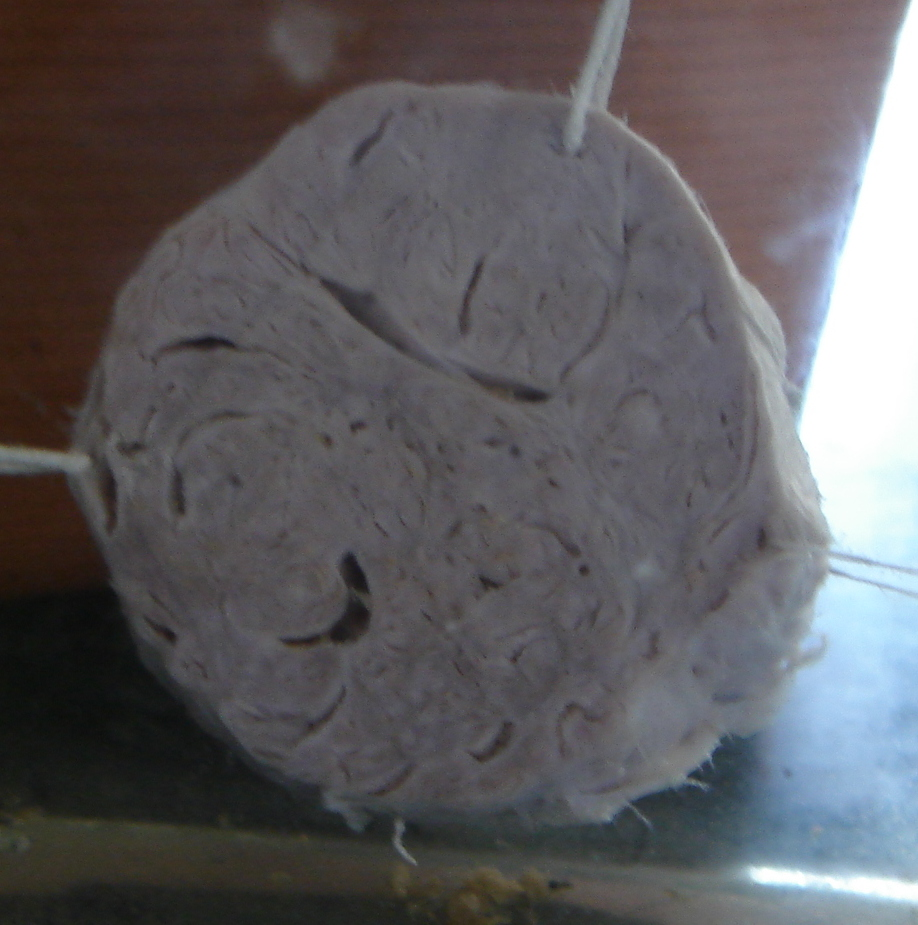
Макроскопічний вигляд фіброаденоми молочної залози

## Цитопатологія
Фіброаденома молочної залози — доброякісна пухлина, що складається з двох компонентів (біпластична пухлина): стромального і епітеліального. Листки рівномірно розподілених епітеліальних клітин в фіброаденомі, як правило, розташовані у вигляді сот або мурашника. Епітеліальні клітини мають типовий метахроматичний синій колір при забарвленні Diff-Quik. Відзначається наявність пінистих і апокринових клітин та відсутність надмірної мітотичної активності або анаплазії. Може бути присутньою кальцифікація. Ювенільна фіброаденома має більше стромальних клітин. Строма гіповаскулярна порівняно зі злоякісними новоутвореннями. Базальна мембрана також залишається неушкодженою.   
Унікальні гістологічні особливості різних фіброаденом:
- Складна фіброаденома: склерозуючий аденоз, кальцифікація, апокринна метаплазія;
- Ювенільна фіброаденома: гіперплазія епітелію та строми, відсутність мітозів, тонкі мікропапіли. [1]

## Макроскопічний вигляд
Приблизно 90% фіброаденом мають менше трьох сантиметрів в діаметрі. Однак ці пухлини можуть зростати, досягаючи значних розмірів, особливо у молодих людей. Пухлина кругла або яйцеподібна, еластична і вузлувата, має гладеньку поверхню. На зрізі зазвичай виглядає однорідною і твердою, має сіро-білий або засмаглий колір. Периканалікулярний тип (твердий) має вивернутий вигляд з повною капсулою, тоді як внутрішньоканальний тип (м'який) має неповну капсулу. 

## Діагностика
Фіброаденома зазвичай діагностується за допомогою клінічного обстеження УЗД або мамографії, та, інколи, біопсії (аспірація тонкою голкою, біопсія з серцевинною голкою та хірургічна біопсія). Метод біопсії залежить від зовнішнього вигляду, розміру та розташування грудної маси. 
Фіброаденому можна сплутати з:
- Кістою молочної залози.
- Карциномою молочної залози.
- Філоїдною пухлиною.
- Лімфомою грудей.
- Метастазами в груди з іншого первинного місця. [1]

При отриманні історії хвороби вік є найважливішим фактором, який слід враховувати. Сімейний анамнез раку молочної залози також вагомий. Пацієнтки жінки, які мають родичів першого ступеня з раком молочної залози, повинні контролюватися та спостерігатись більш ретельно щодо злоякісних ознак, ніж пацієнти без цього сімейного анамнезу. [джерело?]

### Діагностична мамограма
Мамографія використовує рентген для оцінки підозрілих мас у жінок старше 35 років. Фіброаденома на мамограмі виявляється як відмінна область від інших тканин молочної залози, з гладкими круглими краями. Фіброаденоми у літніх людей, як правило, у постменопаузі можуть містити кальцифікацію, що часто спричиняє класичний вигляд грубого попкорну.  

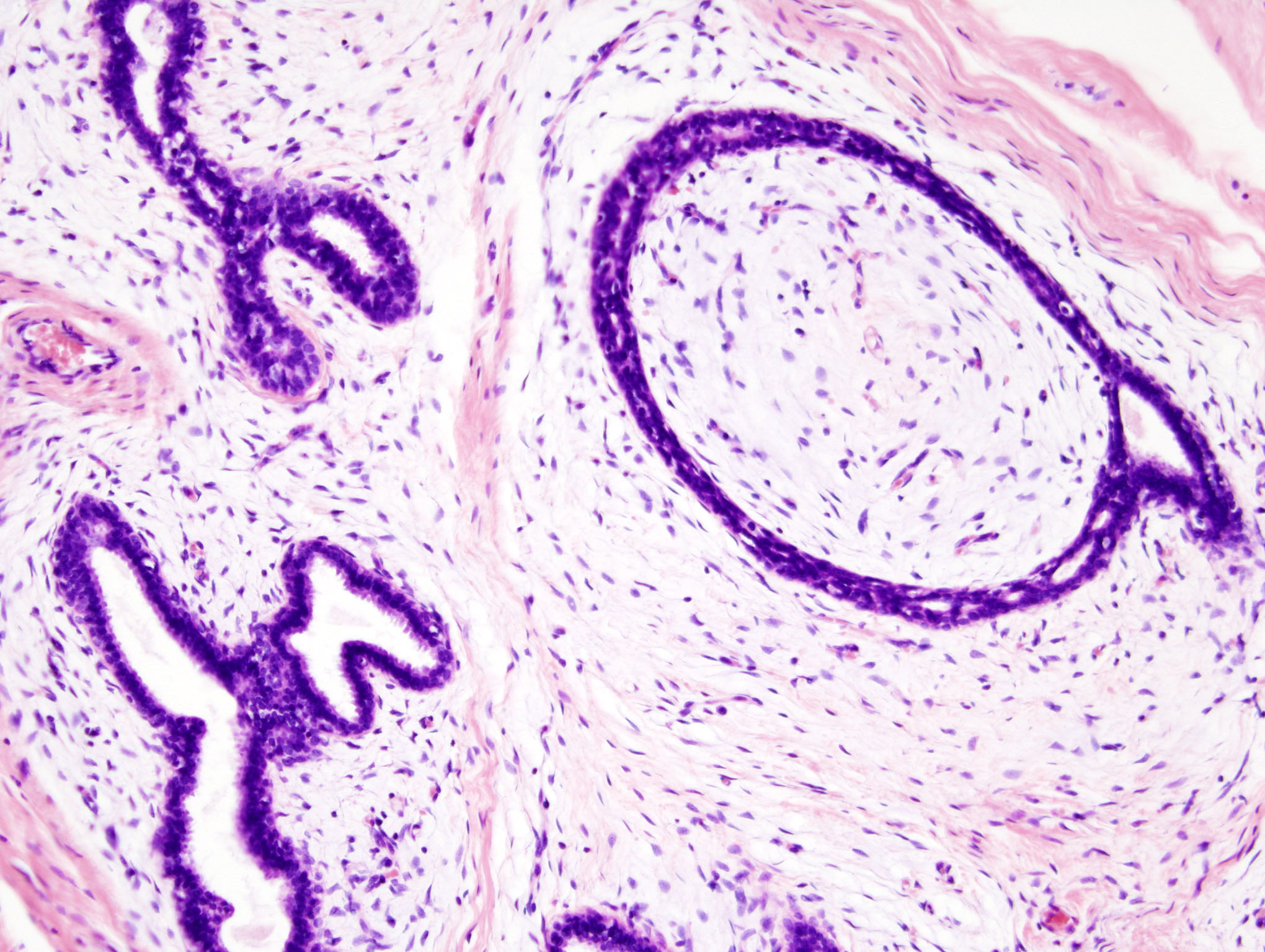
Фіброаденома (H&E). Зображення демонструє інтраканалікулярну морфологію (вгорі справа) і периканалікулярну (знизу зліва)
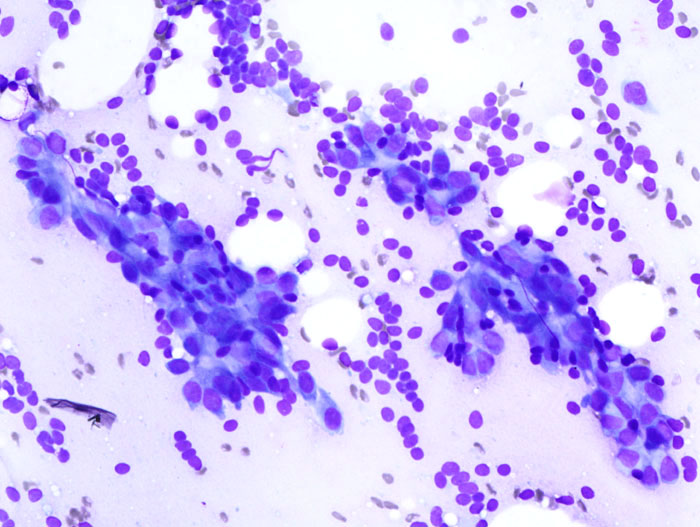
Фіброаденома. Тонкоголкова Аспіраційна Біопсія (забарвлення Гімза або DiffQuick). Стромальні клітини оточують метахроматичні епітеліальні клітини
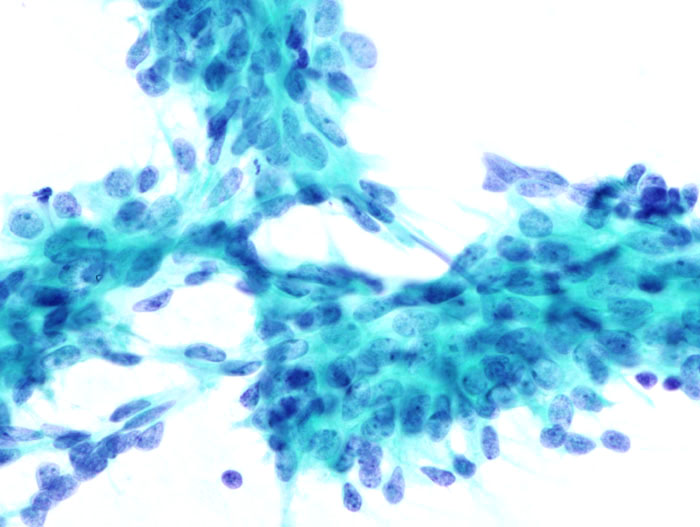
Фіброаденома. Тонкоголкова Аспіраційна Біопсія (забарвлення за Папаніколау). Епітеліальні клітини у типовому малюнку - мурашник.
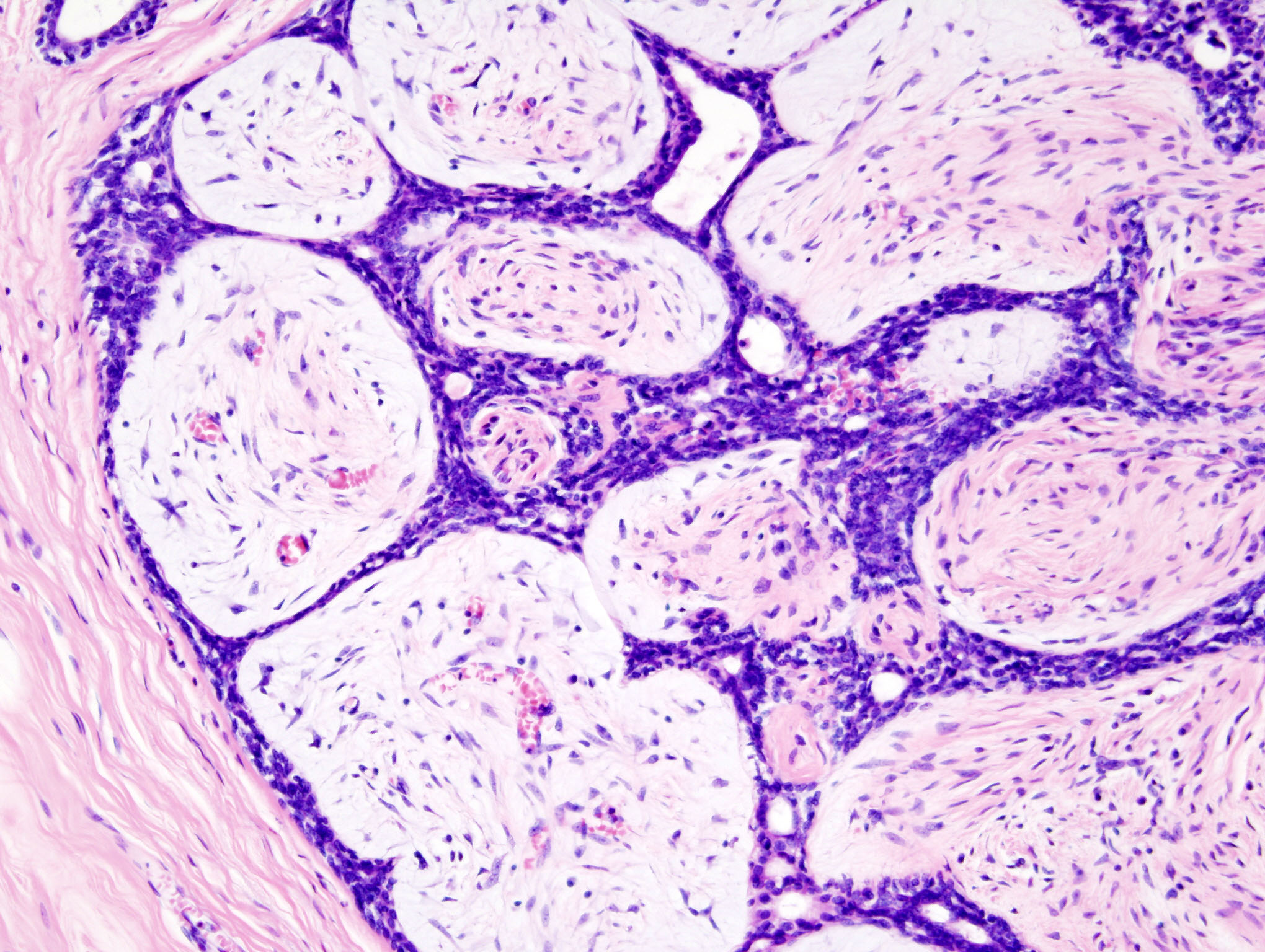
Фіброаденома.Тонкоголкова Аспіраційна Біопсія. (H&E забарвлення)
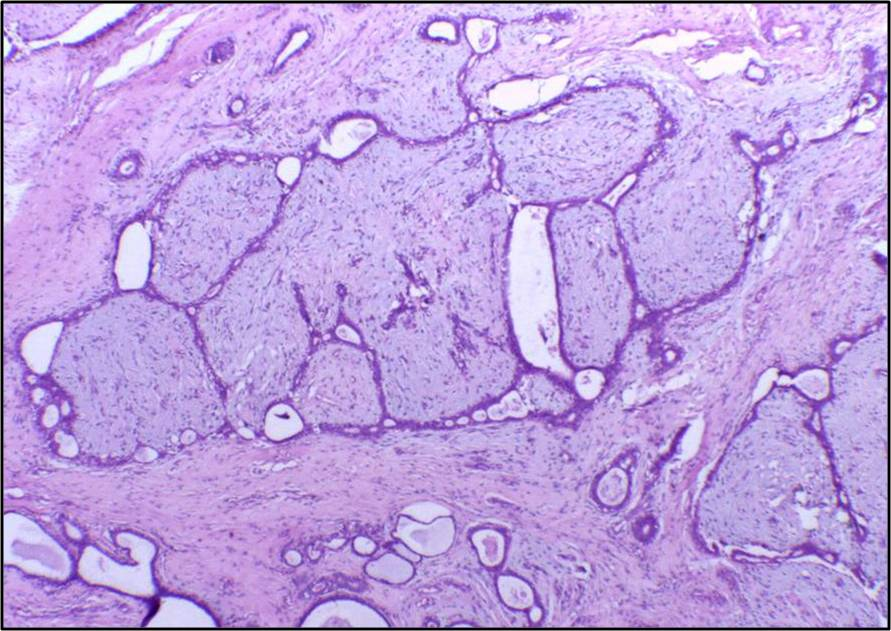
Фіброаденома. Проліферація інтралобулярної (внутрішньочасточкової) строми, що здавлює та спотворює епітелій (забарвлення H&E).
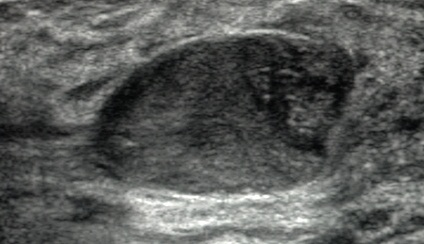
Фіброаденома, ультразвукова діагностика

## Лікування
Фіброаденоми можуть зменшуватися природнім шляхом, тому більшість з них просто контролюються лікарем.  Моніторинг фіброаденоми включає регулярні огляди, щоб переконатися, що маса грудей не зростає і не є потенційно раковою. Передбачаються фізичні обстеження, що проводяться кожні 3-6 місяців, та необов'язкові діагностичні знімки, що проводяться кожні 6 —12 місяців протягом 1 — 2 років.  Як правило, хірургічне втручання рекомендується лише в тому випадку, якщо фіброаденома збільшується або викликає посилення симптомів.  Фіброаденоми видаляють з невеликим запасом нормальної тканини молочної залози, якщо передопераційні клінічні дослідження свідчать про необхідність цієї процедури. Невелику кількість нормальної тканини необхідно видалити, якщо ураження виявилося філоїдною пухлиною при мікроскопічному дослідженні.  Темпи росту менше 16% на місяць у жінок до 50 років та менше 30% на місяць у жінок старше 50 років були визначені як безпечні темпи зростання для подальшого неоперативного лікування та клінічного спостереження. 
Деякі фіброаденоми відповідають на лікування ормелоксифеном. 
Не було виявлено, щоб фіброаденоми знову з’являлися після повного їх висічення або перетворювалися в філоїдні пухлини після часткового або неповного висічення.  

### Неінвазивні хірургічні втручання
Існує кілька неінвазивних варіантів лікування фіброаденоми, зокрема крізьшкірна радіочастотна абляція (RFA), кріоаблація та крізьшкірна мікрохвильова абляція. З використанням сучасних медичних зображень, ці процедури не потребують інвазивної хірургії та мають потенціал для покращення косметичних результатів порівняно зі звичайною хірургічною операцією. 

#### Кріоаблація
FDA схвалила кріоаблацію фіброаденоми як безпечну, ефективну та малоінвазивну альтернативу відкритому хірургічному видаленню у 2001 році.  Під час кріоабляції використовується ультразвукова томографія для направлення зонда в масу тканини молочної залози. Після цього надзвичайно холодні температури використовуються для знищення аномальних клітин, і з часом клітини реабсорбуються організмом.  Процедуру можна проводити як амбулаторну операцію з використанням місцевої анестезії, вона залишає істотно менше рубців ніж відкриті хірургічні процедури і не деформує тканину молочної залози.    
Існують такі критерії для встановлення пацієнта як кандидата на кріоаблацію фіброаденоми: 
1. Ураження повинно бути сонографічно видимим.
2. Діагноз фіброаденоми повинен бути підтверджений гістологічно.
3. Ураження має бути менше 4 см в діаметрі.

#### Фокусований ультразвук високої інтенсивності (HIFU)
Фокусований ультразвук високої інтенсивності (HIFU) - це новіша методика лікування злоякісних та доброякісних пухлин молочної залози, що показала багатообіцяючі результати у вигляді повного рентгенологічного видалення пухлин.  Ультразвуковий промінь фокусується на мішені в грудях і призводить до загибелі тканин і розпаду білка за рахунок підвищення температури в цій області. Але HIFU не є частиною рекомендацій щодо лікування і необхідні подальші дослідження корисності HIFU, зокрема при фіброаденомі, перед більш широким застосуванням цієї методики.  

## Епідеміологія
З усіх взятих зразків тканин молочної залози фіброаденоми складають близько 50%, і цей показник збільшується до 75% для зразків тканин у жінок віком до 20 років. У літературі повідомляється, що частота виникнення фіброаденоми у жінок становить від 7% до 13%. 